# Roberto Pérez
Roberto Pérez Méndez (San Ignacio de Velasco, 17 aprile 1960 – Santa Cruz de la Sierra, 20 febbraio 2024) è stato un calciatore boliviano, di ruolo difensore.

## Caratteristiche tecniche
Sebbene prevalentemente di ruolo difensore, all'occorrenza ricoprì anche il ruolo di centrocampista. Si dimostrò anche un buon realizzatore: segnò 89 reti nel corso della sua carriera in massima serie boliviana.

## Carriera

### Club
Nel 1978 Pérez ebbe l'opportunità di debuttare in massima serie nazionale. Iniziò la sua carriera con il Real Santa Cruz, squadra di Santa Cruz de la Sierra; Pérez, nato a San Ignacio de Velasco, rimase quindi all'interno del suo dipartimento d'origine. Con la maglia bianco-nera divenne presto titolare: tra il 1978 e il 1982 superò le 70 presenze e segnò 16 gol. Le sue prestazioni gli valsero il trasferimento al Guabirá di Montero per la stagione 1983; tornò poi al Real Santa Cruz per il campionato 1984. Nel 1985 venne acquistato dal Bolívar: nella formazione della capitale La Paz Pérez giocò tre stagioni, vincendo il titolo alla prima annata. Nel 1987 passò al Destroyers, rimanendovi due stagioni; nel 1989 giocò con il Blooming. Nel 1990 firmò per il San José di Oruro: con la compagine bianco-blu visse le sue migliori stagioni dal punto di vista realizzativo, segnando 20 reti tra il 1990 e il 1991. Tornò poi al Bolívar, ottenendo il titolo del 1992. Dopo aver giocato altre due annate con il San José passò all'Oriente Petrolero, chiudendovi la carriera.

### Nazionale
Nel 1983 venne incluso nella lista per la Copa América. Debuttò nella competizione il 14 agosto a La Paz contro la Colombia, giocando da titolare nel ruolo di difensore centrale. Giocò poi, nel medesimo ruolo, il 4 settembre a Lima contro il Perù. Convocato per la Copa América 1993, non fu mai impiegato.

## Palmarès

### Club

#### Competizioni nazionali
- Campionato boliviano: 2

Bolívar: 1985, 1992